# T-43
T-43 – prototyp radzieckiego czołgu średniego z okresu II wojny światowej.

## Historia
Pod koniec grudnia 1940 roku władze sowieckie podjęły decyzję o konieczności modernizacji konstrukcji czołgu średniego. Przyczyną były pewne nie dające ukryć się wady czołgów T-34. Najbardziej rzucającym się w oczy problemem była zbyt mała wieża czołgu. W T-34 uzbrojonych w armatę kalibru 76 mm. dwóch członków załogi zajmowało stanowisko w kadłubie (kierowca-mechanik i strzelec-radiotelegrafista) kolejnych dwóch w wieży (dowódca-celowniczy i ładowniczy). Porównując to rozwiązanie do stosowanego na czołgach niemieckich (ZSRR zakupił dwa czołgi PzKpfw III Ausf. E do celów porównawczych) gdzie w wieży znajdowało się trzech członków załogi (celowniczy, ładowniczy i dowódca) stwierdzono zdecydowaną wyższość tego rozwiązania. W T-34 słabymi stronami były także słaba widoczność (brak wieżyczki dowódcy, zły typ wizjera kierowcy), nie najlepsza trakcja (zły typ gąsienic) i szereg innych problemów.
Podjęto decyzję, by wprowadzać drobne poprawki na liniach produkcyjnych produkujących czołgi T-34 nie przerywając produkcji (konieczność zastąpienia wielu starzejących się czołgów BT, T-28 i T-26 oraz rosnąca świadomość o zagrożeniu wojną) oraz o podjęciu bardziej zdecydowanych modyfikacji. Prototyp nowego czołgu oznaczono T-43, była to wersja rozwojowa A-43. Jednocześnie inna wersja rozwojowa czołgu powstawała jako T-34M (cechowała się znacznie przekonstruowanym kadłubem, wieżyczką, kołami jezdnymi podobnymi do tych stosowanych w czołgach KW, zamieniono miejscami kierowcę i strzelca-radiotelegrafistę).
Główne zmiany T-43 w stosunku do jego poprzednika to:
1. Nowa "sześciograniasta" wieża mieszcząca trzech członków załogi, zaopatrzona w wieżyczkę dowódcy.
2. Poprawiony kształt kadłuba.
3. Rezygnacja z km w kadłubie (ostrzał prowadzony z tego stanowiska, zwłaszcza podczas jazdy, nie mógł być celny a znacznie komplikowało ono konstrukcję – utrudniało produkcję czołgu oraz obniżało odporność przedniej płyty pancerza).
4. Pogrubiono opancerzenie (20–60 mm pancerz).
5. Przeniesiono stanowisko kierowcy bardziej na prawą stronę, dano mu do dyspozycji nowy typ włazu z lepszymi wizjerami.
6. Poprawiono trakcję (nowe typy gąsienic i kół, zmniejszono odstępy między kołami jezdnymi).

Nowa wieża, o średnicy łożyska 1600 mm, została opracowana w marcu 1943 roku i pierwotnie miała być uzbrojona w dotychczasową armatę 76 mm F-34 lub ZiS-5. 15 maja 1943 wieża była tymczasowo przetestowana na dostosowanym czołgu T-34, z tym, że sama wieża musiała zostać podniesiona wyżej z uwagi na wyższą pokrywę silnika T-34. Tymczasem dopracowano konstrukcję T-43, który w lipcu 1943 roku został zaaprobowany jako wzorzec do produkcji seryjnej (T-43-II lub T-43 etałon). Do walki z nowymi niemieckimi czołgami zamierzano zastosować nową armatę 85 mm D-5, która mogła być zaadaptowana do nowej wieży, jednakże była ona gotowa dopiero we wrześniu 1943.
Na wprowadzeniu nowego czołgu do służby stanęły dwie przeszkody. Pierwszą z nich była decyzja władz radzieckich które stanęły w obliczu bardzo ciężkiej sytuacji na froncie i potrzebowały ogromnych ilości czołgów by powstrzymać niemieckie natarcie i zdecydowały, że lepiej wysyłać na front na bieżąco poprawiany niedoskonały T-34 (bez przerywania ciągłości produkcji) niż ryzykować zastąpienie go przez czołg lepszy, jednak którego wdrożenie do produkcji może potrwać. Mimo przygotowań do produkcji, na przełomie sierpnia i września 1943 Józef Stalin osobiście zdecydował o wstrzymaniu prac nad T-43. Drugą przyczyną było to, że jak się okazało podczas prób, wieża czołgu T-43 z armatą 85 mm mogła zostać zaadaptowana dla czołgu T-34, tworząc model T-34-85. Wbrew spotykanym w literaturze opiniom, czołg T-43 nie był znacząco droższy w produkcji od T-34, a mógł być nawet prostszy dzięki pomniejszonemu kadłubowi i mniejszej ilości spawów. Ponad 50% podzespołów było przejętych z T-34.
Szereg rozwiązań nowego czołgu znalazło zastosowanie w poprawianych T-34. Były to m.in. gąsienice i koła jezdne, nowy typ włazu kierowcy z dwoma wizjerami, rozmieszczenie poszczególnych elementów wyposażenia na zewnątrz i wewnątrz pojazdu.  
Wyprodukowano ogółem dwa prototypy T-43, z tego drugi był wzorcem do produkcji seryjnej, i dwa czołgi seryjne. Dwa z nich 19 sierpnia 1943 zostały skierowane na front do badań, gdzie były używane do 5 września. Jeden z nich został we wrześniu przezbrojony w armatę 85 mm.
Jako dalsze rozwinięcie rodziny T-34/T-43 skonstruowano pod koniec wojny czołg T-44. Podobny choć uzbrojony w 85 mm. armatę i lepiej opancerzony. Nie zdecydowano się na zastąpienie nim T-34/85 (znowu konieczność przestawienia produkcji a także logistyki), lecz stał się on punktem wyjścia do skonstruowania po wojnie pierwszych sowieckich czołgów "podstawowych" T-54 i T-55.